# Músculo esfínter externo del ano

Diagrama anatòmico del ano. Sección frontal. (Etiqueta penúltima de la lista derecha)

El músculo esfínter externo del ano ([TA]: musculus sphincter ani externus) es un músculo que se encuentra en la parte inferior del recto en el perineo posterior. Posee la forma de un anillo aplanado.
Se inserta por detrás en el rafe anococcígeo; o por delante en el rafe anobulbar. Lo inerva el nervio hemorroidal. Cumple la función de ser constrictor del ano. Es un músculo con función voluntaria.